# Eufemiano Fuentes
Pour les articles homonymes, voir Fuentes.
Eufemiano Fuentes est un médecin espagnol né en 1955, gynécologue de formation, principal inculpé dans l'affaire de dopage Puerto qui a secoué le cyclisme professionnel au printemps 2006. Il est l'époux de l'athlète Cristina Pérez.
Depuis les années 1980, il a suivi de très nombreux sportifs, notamment cyclistes et footballeurs. Il a, par exemple, suivi les équipes cyclistes Amaya, Once (du temps d'Alex Zülle et Laurent Jalabert), Kelme et Liberty-Seguros ou encore, en 1995, le club de football de seconde division espagnole d'Elche. Il suivait Pedro Delgado en 1985 et Melchor Mauri en 1991, lors de leur victoire dans le Tour d'Espagne cycliste.
Soupçonné d'être au cœur d'un système de dopage sanguin, il est placé quelques heures en prison préventive par la police espagnole le 30 juin 2006 avant d'être relâché contre paiement d'une caution de 120 000 euros.
En 2007, il bénéficie d'un non-lieu dans le cadre de l'opération Puerto, le juge estimant que les faits de mise en danger de la vie d'autrui ne sont pas établis, même si l'existence d'un réseau de dopage sanguin est avérée. Le parquet a fait appel. Le 30 avril 2013, il est condamné à un an de prison avec sursis. 
Il est cité dans l'affaire des Panama Papers en avril 2016. 